# 그레이엄 노턴
그레이엄 노턴(Graham Norton, 1963년 4월 4일 ~ )은 아일랜드의 배우이자 텔레비전 진행자이다. 현재 《그레이엄 노턴 쇼》를 진행하고 있다.

## 출연 작품

### 텔레비전
- 파더 테드 (1996-8)
- 앱솔루틀리 패뷸러스 (2002) - 본인 역
- 더 데일리 쇼 (2003, 2004)
- 카슨 데일리 쇼 (2004)
- 유로비전 댄스 콘테스트 2007 (2007) - 진행
- 영국 아카데미 텔레비전상 (2007-11, 2013-16, 2019) - 진행
- 유로비전 댄스 콘테스트 2008 (2008) - 진행
- 유로비전 송 콘테스트 (2009~) - 영국 해설자 및 결전 공동 진행
- 유로비전 송 콘테스트 그레이티스트 히츠 (2015) - 공동 진행
- 칠드런 인 니드 (2016-19)
- 루폴의 드래그 레이스 UK (2019~) - 심사위원
- 영국 아카데미 영화상 (2020) - 진행
- 유로비전: 유럽 샤인 어 라이트 (2020) - 영국 해설자

### 영화
- 어나더 게이 무비 (2006)
- 절대로 네 여자가 될 수 없을거야 (2007)
- 앱솔루틀리 패벌러스: 더 무비 (2016) - 본인 역
- 유로비전 송 콘테스트: 파이어 사가 스토리 (2020) - 본인 역
- 소울 (2022) - 문 윈드 역 (목소리)